# ایران در المپیک تابستانی ۱۹۶۸
ایران در بازی‌های المپیک تابستانی ۱۹۶۸ که در مکزیکوسیتی مکزیک برگزار شد، با ۱۴ ورزشکار شرکت نمود و موفق به کسب ۵ مدال و رتبه نوزده‌ام در این بازی‌ها شد.

## رشته‌ها و تعداد شرکت‌کنندگان
| ورزش       | مردان | زنان | مجموع |
| ---------- | ----- | ---- | ----- |
| دوومیدانی  | ۱     |      | ۱     |
| وزنه‌برداری | ۴     |      | ۴     |
| کشتی       | ۹     |      | ۹     |
| مجموع      | ۱۴    | ۰    | ۱۴    |

## مدال‌ها

### جدول مدال‌ها
| رشته       | طلا | نقره | برنز | مجموع |
| ---------- | --- | ---- | ---- | ----- |
| وزنه‌برداری | ۱   | ۱    |      | ۲     |
| کشتی       | ۱   |      | ۲    | ۳     |
| مجموع      | ۲   | ۱    | ۲    | ۵     |

| مدال | نام               | رشته       | مسابقه                |
| ---- | ----------------- | ---------- | --------------------- |
| طلا  | محمد نصیری        | وزنه‌برداری | ۵۶ کیلوگرم مردان      |
| طلا  | عبدالله موحد      | کشتی       | ۷۰ کیلوگرم آزاد مردان |
| نقره | پرویز جلایر       | وزنه‌برداری | ۶۷٫۵ کیلوگرم مردان    |
| برنز | ابوطالب طالبی     | کشتی       | ۵۷ کیلوگرم آزاد مردان |
| برنز | شمس‌الدین سیدعباسی | کشتی       | ۶۳ کیلوگرم آزاد مردان |